# نغمة شيبرد

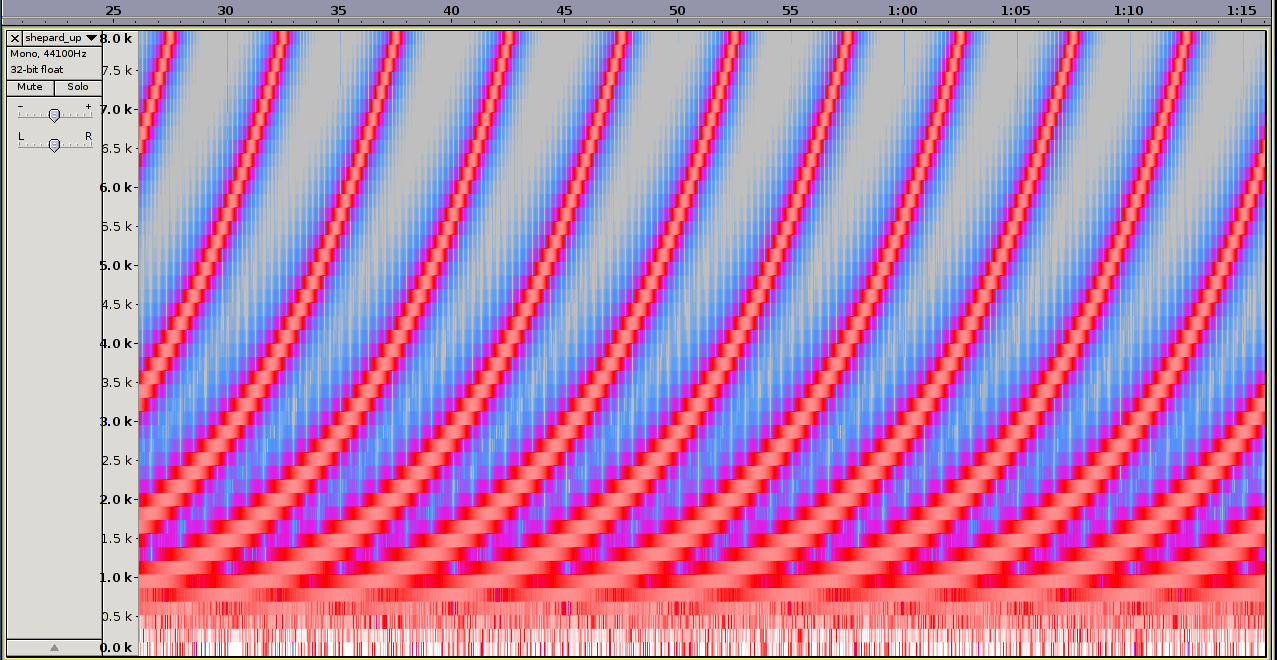
عرض لطيف نغمة شيبارد تصاعدي (نطاق تردد خطي)

نغمة شيبرد، سميت على اسم روجر شيبرد، هو الصوت المتكون من تراكب موجات حبيبية مفصولة عن بعضها البعض بأوكتافات. عند عزف النغمة بقاعدة حادة وتتحرك النغمة صعوداً وهبوطاً، فإنه يشار لها باسم "تدرج شيبرد". وهذا يخلق وهماً سمعياً للنغمة التي تستمر في الصعود أو الهبوط، لكن دون أن يبدو أنها تعلو أو تهبط. وقد وصفت كوهم قطب الحلاق صوتي".

## مفارقة النغمة الثلاثية
إن عزف نغمتي شيبرد بمسافة نغمة ثلاثية (نصف أوكتاف ينتج ما يعرف بمفارقة النغمة الثلاثية. في هذا الموهم السمعي، والذي قدّمته للمرة الأولى «ديانا دوتش» عام 1986، قد تسمع هذه التدريجات إما متصاعدة أو هابطة. تنبأ شيبرد بأن النغمتين من شأنهما أن تشكّلا شكلاً ثنائياً مستقراً، وهو مكافئ سمعي لمكعب نيكر والذي يمكن سماعه تصاعدياً أو تنازلياً لكن ليس الحالتين في نفس الوقت.

## أمثلة
- في سوبر ماريو 64، استخدمت نغمة شيبرد مُعدّلة وأدرجت مع موسيقى الدرج الممتد إلى مالا نهاية.[4]
- في لعبة الفيديو النخبة:الخطر، استخدمت نغمة شيبرد-ريسيت غليساندي في المؤثر الصوتي للمحرك العملاق ليتسارع بسرعات أسرع من الضوء.[بحاجة لمصدر]
- في فيلمي فارس الظلام ونهوض فارس الظلام، استخدمت نغمة شيبرد لخلق صوت باتبود، حيث لم يشأ منتجو الفيلم تغيير صوت محرك الدراجة بشكل فجائي، بل بشكل متسارعtone .[5]
- أغنية النهاية في البيتلز.[6]
- أغنية دموع وحيدة في نهاية فيلم بيك (فيلم).[بحاجة لمصدر]
- الأغنية في نهاية فيلم لد زبلين.[بحاجة لمصدر]
- أغنية أصداء في نهاية فيلم بينك فلويد.[بحاجة لمصدر]